# Раймунд VII (граф Тулузы)
Раймунд VII (IX) (фр. Raymond VII de Toulouse; июль 1197 — 27 сентября 1249) — граф Тулузы, Сен-Жиля, герцог Нарбонны, маркиз Готии и Прованса с 1222 года, был последним фактически самостоятельным графом Тулузы из рода Раймундидов.

## Биография
Сын Раймунда VI, графа Тулузы, Сен-Жиля, герцога Нарбонны, маркиза Готии и Прованса, и Иоанны Английской, дочери короля Англии Генриха II Плантагенета, сестры Ричарда Львиное Сердце и Иоанна Безземельного.
В 1215 году Четвертый Латеранский собор лишил его прав на все земли в пользу Симона де Монфора, вождя Альбигойского крестового похода, осудив его отца за поддержку еретиков-катаров, оставив будущему Раймунду VII только право наследовать маркизат Прованс.

## Возвращение земель и борьба с Монфорами
В мае 1216 года оба Раймунда, воспользовавшись отъездом Монфора в Иль-де-Франс для принесения оммажа королю Филиппу Августу, высадились в Марселе (где встретили широкую поддержку населения), чтобы поднять восстание и вернуть свои земли. Если отец уехал за подкреплениями в Арагон, то сын двинулся на Бокер, захватив его с ходу и осадив цитадель. Срочно вернувшийся Монфор попытался освободить крепость, но успеха не добился; 24 августа гарнизон цитадели капитулировал.
Это было первым поражением Монфора в Окситании. Лангедок поднялся на борьбу. На первых порах Монфору удалось усмирить Тулузу, но 13 сентября 1217 года Раймунд VI снова вступил в неё (после чего в городе началось антифранцузское восстание), а вскоре к нему присоединился и сын. Монфор погиб в 1218 году при попытке вернуть Тулузу, а Раймунд VI вскоре фактически отошёл от дел, и дальше уже его сын вёл борьбу с Амори де Монфором, сыном Симона.
Со смертью отца в 1222 году Раймунд унаследовал все его владения и принялся отвоёвывать их при помощи верных вассалов, графов Фуа. Амори, неспособный ему помешать, еще в 1219 году обратился за помощью к королю, и тот прислал армию под командованием принца Людовика, будущего Людовика VIII. Тот сначала взял город Марманд, устроив там страшную резню, а 19 июня подошел к Тулузе, но та закрыла перед ним ворота. Осада, при которой обороной руководил лично Раймунд-младший, продлилась до 1 августа, когда Людовик ушел из-под стен, бросив все осадные машины. После этого Раймунд беспрепятственно вернул себе все владения, даже графство Каркассон.

## Борьба с французским королём
В 1224 году Амори VI де Монфор, поняв безнадежность своего положения, отказался от прав на земли в пользу французской короны. Кардинал Ромен от Святого Ангела, папский легат во Франции, в интересах короля оказал давление на собор в Бурже, состоявшийся в 1225 году, и тот отлучил Раймунда VII от церкви, хотя граф обещал повиноваться королю и бороться с катарами. Бывший принц Людовик, с 1223 года король Людовик VIII, весной 1226 года двинулся в новый крестовый поход на Юг. Сеньоры и города спешили ему сдаваться, только Авиньон держался три месяца. Тем не менее, не дойдя до Тулузы, король заболел дизентерией и скоропостижно скончался в ноябре 1226 года.
Его вдова Бланка Кастильская, став королевой-регентшей при малолетнем Людовике IX, командование крестоносцами поручила сенешалю Юмберу де Божё. Последний, не решаясь осадить Тулузу, занялся опустошением окружающей местности. Впрочем, силы были слишком неравны, поскольку на помощь извне Тулуза рассчитывать уже не могла. Легат Ромен через аббата Грансельва предложил Раймунду VII мирные переговоры, и 10 декабря 1228 года в Базьеже было подписано прелиминарное соглашение, а потом граф поехал в город Мо под Парижем для подписания окончательного мира.

## Договор в Мо

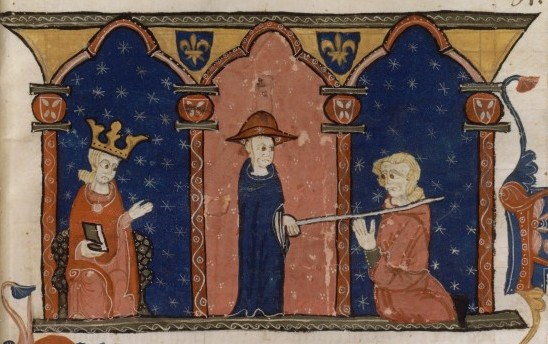
Раймунд VII (справа) в присутствии короля Людовика IX (слева) кается перед церковью в лице кардинала Романо Бонавентуры (в центре). Миниатюра второй половины XIII в.

Раймунд изначально оказался в положении побежденного. Прежде всего, он был отлучён от церкви, и подписанию договора предшествовала унизительная сцена покаяния перед церковью, которую он совершил в соборе Парижской Богоматери, после чего его вернули в лоно церкви.
Договор в Мо (иногда называемый Парижским договором) был подписан 12 апреля 1229 года. По его условиям Раймунд VII вновь признавал себя вассалом короля Людовика IX, терял половину территорий, прежде всего все земли виконтов Транкавелей; Бокер и Каркассон становились французскими сенешальствами. Ему также более не принадлежали маркизат Прованс, а также земли нынешних департаментов Франции Гар, Эро, Дром, Воклюз и Од. За ним оставались Ажене, Руэрг, часть Альби и часть Керси. Но хуже всего для него было обязательство выдать свою единственную дочь Жанну, которой тогда было девять лет, за королевского брата, Альфонса Пуатевинского, который и должен был наследовать все его земли; в случае, если брак будет бездетным, все владения отходили французской короне. Это означало конец самостоятельного графства Тулуза. Раймунд также обязывался преследовать на своих землях еретиков, выплатить крупные суммы ряду аббатств, снести укрепления во многих городах и финансировать Тулузский университет, основанный для усиления борьбы с ересью. На его землях вводилась инквизиция. Подписание договора в Мо считается официальной датой завершения Альбигойского крестового похода.

## Матримониальные планы
Внешне смирившись, Раймунд VII попытался найти выход из положения с помощью нового брака, чтобы расширить свои владения, а то и приобрести наследника мужского пола, что в принципе дало бы возможность оспорить договор в Мо. В 1241 году он развёлся со своей супругой Санчей Арагонской, дочерью короля Альфонса II Арагонского, и хотел жениться на Санче Прованской, дочери графа Прованса Раймунда Беренгера IV. Однако для этого требовалось разрешение римского папы, а после смерти Целестина IV папу не могли избрать целый год; вследствие интриг английского двора Санча вышла за графа Ричарда Корнуэльского, сына английского короля Иоанна Безземельного и впоследствии претендента на императорский престол.
Тогда Раймунд в 1243 году женился на Маргарите, дочери Гуго X Лузиньяна, графа де Ла Марш и Ангулема. Но новый папа Иннокентий IV в 1245 году объявил этот брак недействительным по причине родства супругов.
Раймунд посватался к последней незамужней дочери Раймунда Беренгера Прованского — Беатрисе, которой отец оставлял все земли, полагая, что остальные дочери и так выгодно вышли замуж; но и тут его опередил французский двор: папа не спешил давать разрешение, а тем временем, в 1246 году, Беатрису выдали за Карла Анжуйского, брата французского короля Людовика IX. В общем, все попытки Раймунда VII ещё раз жениться окончились неудачей.

## Последние поражения
В 1240 году Раймунд VII не поддержал восстание виконта Безье Раймунда II, который пытался вернуть себе графство Каркассон, подчиненный королю по договору в Мо; правда, он не помог и королевской армии подавить мятеж, но та справилась сама. Однако в 1242 году он примкнул к лиге, созданной против короля Гуго X Лузиньяном, в которую вошло множество южных баронов и которую поддержал король Англии Генрих III. Но французский король в том же году нанес лиге поражения при Тайбуре и Сенте, и Раймунд VII был вынужден 30 октября снова заключить с ним мир в Лоррисе.
Во время подавления последнего очага катарского сопротивления в замке Монсегюр в 1243 году он фактически сохранил нейтралитет, не оказав помощи ни осажденным (хотя намекал им на такую возможность), ни королевской армии (хотя формально обязан был это делать). Впрочем, скорее всего Раймунд VII, в отличие от отца, не сочувствовал катарам, хотя, зная о настроениях народа, не слишком активно их и преследовал. Борьба Юга против королевской власти практически выдохлась.
В 1247 году Раймунд принял крест, в 1248 году присутствовал при отплытии Людовика IX в седьмой крестовый поход из Эг-Морта, но сам выполнить крестоносный обет не успел, потому что 27 сентября 1249 года умер в Мийо. По завещанию он был похоронен в аббатстве Фонтевро, месте захоронения Плантагенетов — своих предков по материнской линии.

## Брак и дети
- 1-я жена (ок. 1211 — развод в 1241 году): Санча Арагонская (ок. 1196 — после 1241), дочь Альфонсо II, короля Арагона
  - Жанна (1220—25 августа 1271), графиня Тулузы
- 2-я жена (1243 — развод в 1245 году): Маргарита де Лузиньян (умерла 1288), дочь Гуго X де Лузиньяна, графа де Ла Марша и Ангулема